# Tamponsyge
Tamponsyge (formelt toxic shock syndrome) er en alvorlig sygdom, der kan forårsages af toxinet TSST-1, der produceres af visse gule stafylokokker, Staphylococcus aureus. Giftstoffet giver feber, diarré og hududslæt, der minder om solskoldning, og som fører til at huden løsner sig og falder af. Tilstanden kan også forårsages af Streptococcus pyogenes, hvor det er produktionen af SpeA og bakteriens evne til at agere superantigen, som giver anledning til TSS. 
Sygdommen blev kendt i 1970'erne og ramte primært menstruerende kvinder, der anvendte tamponer. Det viste sig, at det skyldtes, at kvinderne lod tamponerne sidde for længe. 
Sygdommen kan imidlertid også ramme mænd og børn. I dag forekommer sygdommen primært som komplikation til hudinfektioner og sjældnere i forbindelse med bihulebetændelse.
Toxic shock syndrome smitter ikke, men kan forårsage blodtryksfald og i sidste ende være dødelig, hvorfor hurtig diagnosticering og behandling er vigtigt.
Af de få der bliver ramt, dør cirka 1,8%.
 Der er for få eller ingen kildehenvisninger i denne artikel, hvilket er et problem. Du kan hjælpe ved at angive troværdige kilder til de påstande, som fremføres i artiklen.

| Sygdom | Spire Denne artikel om sygdom er en spire som bør udbygges. Du er velkommen til at hjælpe Wikipedia ved at udvide den. |